# Jeff Lamp
Jeffrey Alan "Jeff" Lamp (Minneapolis, Minnesota, 9 de marzo de 1959) es un exjugador de baloncesto estadounidense que disputó 6 temporadas en la NBA, además de jugar en la liga italiana y la ACB. Con 1,98 metros de estatura, jugaba en la posición de escolta.

## Trayectoria deportiva

### Universidad
Tras haber jugado el McDonald's All-American Team en 1977, jugó durante cuatro temporadas con los Cavaliers de la Universidad de Virginia, en las que promedió 18,8 puntos y 4,2 rebotes por partido. Fue incluido en el mejor quinteto de la Atlantic Coast Conference en 1979 y 1981, consiguiendo además ganar el NIT en 1980 y llegar a la Final Four en 1981. En 1981 fue incluido además en el tercer equipo All-American.

### Profesional
Fue elegido en la decimoquinta posición del Draft de la NBA de 1981 por Portland Trail Blazers, donde jugó 3 años como suplente, antes de ser despedido antes del comienzo de la temporada 1984-85. Tras un año en blanco, firrma como agente libre con Milwaukee Bucks, donde aprovecha los escasos 16 minutos de juego que tiene por partido para promediar 6,3 puntos y 2,8 rebotes por partido. Pero es de nuevo cortado, firmando por San Antonio Spurs, con los que acabaría la temporada.
Al año siguiente decide aceptar la oferta del Hamby Rimini de la Liga Italiana, jugando una temporada en la que promedia 27,3 puntos y 4,8 rebotes por partido. Pero no renuncia a la NBA, siendo traspasado al año siguiente por los Spurs, que tenían sus derechos, a Los Angeles Lakers a cambio de una futura tercera ronda del draft. Pero en el equipo californiano apenas disputa 7 minutos en 3 partidos en su primera temporada, jugando minutos de la basura en la segunda. Viendo que su futuro pasaba por el baloncesto europeo, regresa a Italia, fichando por el Hitachi Venezia, donde juega dos temporadas, pasando al año siguiente a la Liga ACB, donde permanecería dos temporadas más, en las filas del Oximesa Granada y del TDK Manresa. En la temporada 1991-1992 es el máximo anotador de la ACB, superando a grandes anotadores como Oscar Schmidt y Arvidas Sabonis, además es muy recordado su estratosférico récord en cuanto a tiros libres, todavía vigente, cuando consiguió anotar 29 tiros libres de 30 intentados, en el partido CB Valladolid-CB Granada. Después de esas dos temporadas en ACB se retiraría definitivamente.,

## Estadísticas de su carrera en la NBA
|  | Denota temporada en la que fue Campeón de la NBA |

### Temporada regular
| Año      | Equipo      | PJ  | PT | MPP  | %TC  | %3P  | %TL   | RPP | APP | ROB | TPP | PPP  |
| -------- | ----------- | --- | -- | ---- | ---- | ---- | ----- | --- | --- | --- | --- | ---- |
| 1981–82  | Portland    | 54  | 0  | 11.4 | .510 | .000 | .820  | 1.2 | 0.5 | 0.3 | 0.0 | 4.6  |
| 1982–83  | Portland    | 59  | 1  | 11.7 | .425 | .167 | .808  | 1.3 | 1.0 | 0.3 | 0.1 | 4.4  |
| 1983–84  | Portland    | 64  | 0  | 10.3 | .490 | .154 | .896  | 1.0 | 0.8 | 0.3 | 0.1 | 5.0  |
| 1985–86  | Milwaukee   | 44  | 1  | 15.9 | .449 | .231 | .859  | 2.8 | 1.5 | 0.5 | 0.1 | 6.3  |
| 1985–86  | San Antonio | 30  | 1  | 20.7 | .502 | .235 | .812  | 2.6 | 1.8 | 0.6 | 0.0 | 11.1 |
| 1987–88† | Los Angeles | 3   | 0  | 2.3  | .000 | .000 | 1.000 | 0.0 | 0.0 | 0.0 | 0.0 | 0.7  |
| 1988–89  | Los Angeles | 37  | 0  | 4.8  | .391 | .500 | .800  | 0.9 | 0.4 | 0.2 | 0.1 | 1.6  |
| Total    | Total       | 291 | 3  | 11.9 | .470 | .222 | .841  | 1.5 | 0.9 | 0.4 | 0.0 | 5.1  |

### Playoffs
| Año     | Equipo      | PJ | PT | MPP  | %TC  | %3P  | %TL  | RPP | APP | ROB | TPP | PPP |
| ------- | ----------- | -- | -- | ---- | ---- | ---- | ---- | --- | --- | --- | --- | --- |
| 1982–83 | Portland    | 1  | -  | 1.0  | .500 | .000 | .000 | 0.0 | 0.0 | 0.0 | 0.0 | 2.0 |
| 1983–84 | Portland    | 3  | -  | 6.3  | .333 | .000 | .000 | 0.0 | 0.0 | 0.0 | 0.0 | 1.3 |
| 1985–86 | San Antonio | 3  | 0  | 15.0 | .389 | .333 | .000 | 0.3 | 2.3 | 0.3 | 0.0 | 5.0 |
| 1988–89 | Los Angeles | 5  | 0  | 2.8  | .500 | .000 | .500 | 0.6 | 0.2 | 0.0 | 0.0 | 1.4 |
| Total   | Total       | 12 | 0  | 6.6  | .406 | .333 | .500 | 0.3 | 0.7 | 0.1 | 0.0 | 2.3 |